# Železniško postajališče Plave
Železniško postajališče Plave je eno izmed železniških postajališč v Sloveniji, ki oskrbuje bližnje naselje Plave.